# Vita (nome)
Vita é um nome feminino derivado da palavra latina que significa vida. Em outros casos, foi usado como diminutivo de nomes como Victoria ou como uma forma feminina do nome masculino relacionado Vitus e suas variantes masculina e feminina. É de uso geral desde 1800. 
O nome estava entre os dez nomes mais populares para meninas recém-nascidas na Eslovénia em 2021. 